# بولكفيل
بولكفيل (كارولاينا الشمالية) (بالإنجليزية: Polkville, North Carolina)‏ هي مدينة تقع في الولايات المتحدة في مقاطعة كليفلاند، كارولاينا الشمالية.  يقدر عدد سكانها بـ 535 نسمة ومساحتها 4.9 كم2  وترتفع عن سطح البحر 333 متر.

## التركيبة السكانية
حدّد مكتب تعداد الولايات المتحدة بيانات التركيبة السكانية لبولكفيل في تعداد الولايات المتحدة. في ما يلي، التركيبة السكانية حسب تعدادي 2000 و2010.

### تعداد عام 2000
بلغ عدد سكان بولكفيل 535 نسمة بحسب تعداد عام 2000، وبلغ عدد الأسر 214 أسرة وعدد العائلات 157 عائلة مقيمة في المدينة. في حين سجلت الكثافة السكانية 111.2 نسمة لكل كيلومتر مربع (288.0/ميل2). وبلغ عدد الوحدات السكنية 234 وحدة بمتوسط كثافة قدره 48.6 لكل كيلومتر مربع (125.9/ميل2).
وتوزع التركيب العرقي للمدينة بنسبة 94.58% من البيض و3.74% من الأمريكيين الأفارقة و0.75% من الأعراق الأخرى و0.93% من عرقين مختلطين أو أكثر و2.24% من الهسبانيون أو اللاتينيون من أي عرق.
بلغ عدد الأسر 214 أسرة كانت نسبة 35% منها لديها أطفال تحت سن الثامنة عشر تعيش معهم، وبلغت نسبة الأزواج القاطنين مع بعضهم البعض 57.5% من أصل المجموع الكلي للأسر، ونسبة 12.1% من الأسر كان لديها معيلات من الإناث دون وجود شريك،  بينما كانت نسبة 3.7% من الأسر لديها معيلون من الذكور دون وجود شريكة وكانت نسبة 26.6% من غير العائلات. تألفت نسبة 22.9% من أصل جميع الأسر من عدة أفراد يعيشون في نفس المنزل ونسبة 10.3% كانت تتألف من شخص يعيش بمفرده يبلغ من العمر 65 عاماً أو أكثر. وبلغ متوسط حجم الأسرة المعيشية 2.50، أما متوسط حجم العائلات فبلغ 2.94.
بلغ العمر الوسطي للسكان 37.8 عاماً. وكانت نسبة 26% من القاطنين تحت سن الثامنة عشر، وكانت نسبة 6.9% بين الثامنة عشر والرابعة والعشرين عاماً، ونسبة 26.2% كانت واقعةً في الفئة العمرية ما بين الخامسة والعشرين والرابعة والأربعين عاماً، ونسبة 26% كانت ما بين الخامسة والأربعين والرابعة والستين، ونسبة 15% كانت ضمن فئة الخامسة والستين عاماً فما فوق. يوجد لكل 100 أنثى 83.2 ذكر، ويوجد لكل 100 أنثى في الثامنة عشر من عمرها فما فوق 84.2 ذكر.
بلغ متوسط دخل الأسرة في المدينة 28,750 دولارًا، أما متوسط دخل العائلة فبلغ 40,875 دولارًا. وكان متوسط دخل الذكور 26,797 دولارًا مقابل 18,500 دولارًا للإناث. وسجل دخل الفرد الخاص بالمدينة 15,015 دولارًا. وكانت نسبة 16.3% من العائلات ونسبة 19.1% من السكان تحت خط الفقر، وكان من هؤلاء نسبة 30.8% تحت سن الثامنة عشر ونسبة 18.5% في الخامسة والستين من العمر وما فوق.

### تعداد عام 2010
بلغ عدد سكان بولكفيل 545 نسمة بحسب تعداد عام 2010، وبلغ عدد الأسر 231 أسرة وعدد العائلات 157 عائلة مقيمة في المدينة. في حين سجلت الكثافة السكانية 113.3 نسمة لكل كيلومتر مربع (293.4/ميل2). وبلغ عدد الوحدات السكنية 279 وحدة بمتوسط كثافة قدره 58 لكل كيلومتر مربع (150.2/ميل2).
وتوزع التركيب العرقي للمدينة بنسبة 96.51% من البيض و1.65% من الأمريكيين الأفارقة و0.18% من الأمريكيين ذوي الأصول الآسيوية و0.18% من سكان جزر المحيط الهادئ و1.47% من عرقين مختلطين أو أكثر و3.85% من الهسبانيون أو اللاتينيون من أي عرق.
بلغ عدد الأسر 231 أسرة كانت نسبة 28.1% منها لديها أطفال تحت سن الثامنة عشر تعيش معهم، وبلغت نسبة الأزواج القاطنين مع بعضهم البعض 49.8% من أصل المجموع الكلي للأسر، ونسبة 13% من الأسر كان لديها معيلات من الإناث دون وجود شريك،  بينما كانت نسبة 5.2% من الأسر لديها معيلون من الذكور دون وجود شريكة وكانت نسبة 32% من غير العائلات. تألفت نسبة 28.6% من أصل جميع الأسر من عدة أفراد يعيشون في نفس المنزل ونسبة 10% كانت تتألف من شخص يعيش بمفرده يبلغ من العمر 65 عاماً أو أكثر. وبلغ متوسط حجم الأسرة المعيشية 2.36، أما متوسط حجم العائلات فبلغ 2.86.
بلغ العمر الوسطي للسكان 41.8 عاماً. وكانت نسبة 21.3% من القاطنين تحت سن الثامنة عشر، وكانت نسبة 7.7% بين الثامنة عشر والرابعة والعشرين عاماً، ونسبة 25.1% كانت واقعةً في الفئة العمرية ما بين الخامسة والعشرين والرابعة والأربعين عاماً، ونسبة 27.5% كانت ما بين الخامسة والأربعين والرابعة والستين، ونسبة 18.3% كانت ضمن فئة الخامسة والستين عاماً فما فوق. وتوزع التركيب الجنسي للسكان بنسبة 48.6% ذكور و51.4% إناث.

## أعلام
- هاتشر هيوز